# Cui Chenxi
Cui Chenxi (en chino, 崔宸曦; pinyin, Cuī Chénxī; nacida el 19 de diciembre de 2009) es una skater de modalidad callejera china. Con 14 años y 223 días, ganó la medalla de oro en el evento de skate callejero femenino en los 19.º Juegos Asiáticos celebrados en Hangzhou (China), lo que la convirtió en la medallista de oro china más joven en los Juegos Asiáticos. Participó en la disciplina de skateboarding callejero femenino de los Juegos Olímpicos de 2024, donde consiguió el cuarto puesto.

## Carrera deportiva
Cui comenzó a patinar a los tres años con la ayuda de su padre, que era patinador. Empezó a usar el monopatín en 2020 debido a las restricciones impuestas durante la pandemia de COVID-19 en China.
El 24 de abril de 2021, en el clásico de skateboarding de China de 2021, Cui fue subcampeona con 13.37 puntos. El 31 de julio de 2022, ganó el campeonato femenino en la final nacional del Weibo Skateboarding Classic 2022. En diciembre del mismo año, hizo su debut en la competencia nacional de skateboarding callejero para los Juegos Olímpicos de Verano de 2024 y las pruebas del equipo nacional de entrenamiento de los 19.º Juegos Asiáticos , y quedó entre las tres primeras en el evento femenino.
El 1 de febrero de 2023, Cui avanzó al número 32 de las clasificatorias de street femenino en el Campeonato Mundial de Skateboarding Street y Park de 2022 en Sharjah (Emiratos Árabes Unidos). El 26 de junio, en el World Skateboarding Street Professional Tour de 2023 en Roma (Italia) llegó a los cuartos de final. En julio de 2023, fue seleccionada para el equipo nacional de skateboarding chino para los 19.º Juegos Asiáticos en Hangzhou. El 27 de septiembre, ganó la medalla de oro en la final de skateboarding street, con 242,62 puntos, lo que la convirtió en la medallista de oro china más joven en los Juegos Asiáticos.
En diciembre de 2023, en el Campeonato Mundial de Skateboarding de 2023 en Tokio (Japón), logró la octava posición. El 11 de marzo de 2024, en la Skateboarding Points Competition en Dubái (Emiratos Árabes Unidos) para los Juegos Olímpicos de Verano de 2024, Cui ocupó el séptimo lugar en las finales de eventos callejeros femeninos. El 17 de mayo, en la serie de clasificación para los Juegos Olímpicos de Verano de 2024, en Shanghái, ocupó el quinto lugar en las preliminares de skateboarding callejero femenino y el 19 de mayo, en la final de la serie, logró el quinto lugar con una puntuación de 247,44 puntos. El 22 de junio, en la serie de clasificación olímpica en Budapest (Hungría) logró el décimo lugar en las preliminares de skateboarding callejero femenino y avanzó a las semifinales, con lo que aseguró su clasificación para los Juegos Olímpicos de Verano de 2024.
Debutó en los Juegos Olímpicos de París de 2024 el 28 de julio, en los preliminares de skateboarding callejero femenino, donde pasó de fase con 254.34 —la tercera mayor puntuación—. Ese mismo día participó en la final y consiguió el cuarto puesto de la clasificación con 241.56 puntos. Se trató del mejor resultado en la disciplina para la delegación china y Cui declaró que se sentía generalmente satisfecha con su actuación en los Juegos.